# حجاب بن نحيت
حجاب بن محسن بن شبيب بن نحيت(1270 هـ - 1353 هـ)، أمير شمل قبائل مزينه من بني سالم  من قبيلة حرب في نجد، عاش قبل زمن الملك عبد العزيز وأدرك دعوته وكان ممن أسهم مع الملك عبد العزيز هو ورجاله في توحيد السعودية.
يعد مستشار  للملك  عبدالعزيز 

## إمارة النحيت
تولى الشيخ حجاب بن نحيت الإمارة بعد وفاة الشيخ محمد الاول بن نحيت

## مشاركته في توحيد السعودية
يعد حجاب بن نحيت وقبيلة حرب من أقوى المساهمين في توحيد السعودية فلم ينتهي عام 1333 هـ إلا وغالبية قبيلة حرب انضمت لحركة إخوان من طاع الله النجدية فأسسوا هجرة دخنة ثم توالت هجرهم بعدها حتى أصبحت هجرهم هي الأكثر، وكان حجاب قائداً فذاً ومقربا عند الملك عبد العزيز و ولاه الكثير من المهام القيادية، وأسند إليه تأديب بعض المناطق المتمردة في نجد وغيرها بما عرف بـ(هجاد القريات).
في تاريخ القاضي يقول: (وفيها في شهر جمادى الأولى أكان سعود بن رشيد على عرب مشاري بن بصيص من مطير فكان ابن نحيت من حرب افتكوا فيه من ابن رشيد وقلعوا عليه حوالي خمسين فرسا).
وفي فتنة الإخوان حينما انشق بعضهم عن الملك عبد العزيز سعى الملك لكسب ولاءه،
ذكر المؤرخ محمد العبيد في كتاب من أخبار الملك عبد العزيز ص218 طرفا من أخباره حيث يقول نصا:
«فمن ذلك ما رواه لي الشيخ عبد الله بن بليهد حينما كان قاضيا في الفوارة وكان أميرهم حجاب بن نحيت من قبائل حرب من بني سالم بأن الشيخ ونحن في الطائف قال لي: أنه أتاني حجاب في بيتي ومعه اثنا عشر رجلا من كبار الشخصيات فقال لي: يا شيخ أنا جئتك بهؤلاء الجماعة وقصدي أن يكونوا شهودا على ما اسألك عنه وعلى ما تجاوبني عليه حنا يرد علينا من الاخوان كتب يقولون حاربوا معنا حنا على حق وابن سعود على الباطل، وابن سعود ترد علينا كتبه ويقول فيها: قوموا معي أنا على حق ومن خالفني فهو على الباطل وكنا نقرأ الكتب من الطرفين فالتبس علينا أمرنا فلم نتبين من الحق معه حتى نتبعه ونحن فوضنا أمرنا إلى الله ثم اليك لأننا نريد منك حجه لنا عند الله وأن ترشدنا في أمرنا فإننا أتيناك مسترشدين وضالتنا هو الحق وهؤلاء الرؤساء شهود علي بما أقوله وما تقوله لي فأعطنا ما عندك مما علمك الله اقتداء بالقرآن والسنة هل نحن نجاهد ابن سعود أو نجاهد الاخوان؟ قال الشيخ فقلت لهم على الفور» رزق الهدى من للهداية يسأل «فأنا أقول لكم ولاشك عندي فيما أقول قوموا مع ابن سعود على البدو الناكثين للعهود فهو والله على الحق ومن خرج عن طاعته وحاربه فهو على الباطل وقتاله واجب والله الهادي إلى الصواب» فقاموا من عنده قانعين طيبه نفوسهم بما قال لهم ثم غزو بسرعه وجهزوا (1800) ذلول فأغاروا ثلاث غارات في غزية واحدة وكلها يهزمون ويغنمون وأخلصوا أمرهم لله ثم لعبد العزيز بن سعود وهذه بركات العلم.
- ذكرت التقارير الجغرافية للمعجم الجغرافي للقبائل العربية ما يلي:
(توجه ابن سعود في العاشر من الشهر الحالي مع جميع قواته من خباري وضحا إلى حميدات القطه قرب دهبا ومن هناك ذكر أنه ينوي أن يصرف جزءاَ كبيراَ من قواته وأن يبقى في جربا إلى أن يعقد الاجتماع بينه وبين الملك فيصل ملك العراق).
في الثامن من الشهر الحالي تم صرف للموالين من حرب ومن عتيبة ومن مطير ودفع لكل منهم 30 ريالاً بينما تسلم قادتهم المبالغ التالية:
- ابن نحيت حرب 8000 ريال.
- ابن ربيعان عتيبة 5000 ريال.
- مشاري بن بصيص بريه 2000 ريال.

وتم دفع جميع تلك المبالغ بالعملة الذهبية.
ونلاحظ هنا دلالة كبيرة على مكانة الشيخ ابن نحيت حيث صرف له أعلى المخصصات من قبل الملك عبد العزيز وفاقت المخصصات التي صرفت له مخصصات باقي شيوخ القبائل.

## معارك توحيد المملكة
كان حجاب مستشاراً لـ ابن سعود في غزواته وفتوحاته، ومن المعارك التي خاضها ابن نحيت:
1. شارك في غزوة الملك عبد العزيز عام 1341 هـ في محاصرة حائل حينما كانت تحت زعامة بن رشيد حتى سقطت على يد المؤسس.
2. شارك في حصار المدينة المنورة مع الكثير من القبائل وحاضرة نجد وكان قائد المعركة عبد الله النشمي.
3. شارك في غزوة الملك عبد العزيز المسماة بـ (الرغامة وحفور جدة) حتى فتحت على يد الملك عبد العزيز وذلك في أواخر عام 1343هـ وأول عام 1344هـ وصار أنذاك ملك الحجاز وسلطان نجد.
4. شارك في معركة السبلة وكان يملك لواء مستقل تحت زعامته بأمر الملك عبد العزيز، وذلك في عام 1347هـ بعد أن نزل الفوارة ويتبعه ما يقارب 2000 مقاتل تحت أمره ولواءه كغيره من الكثيرين الذين اشتركوا من أمراء القبائل مع الملك عبد العزيز.
5. شارك في غزوة الدبدبة بعد معركة السبلة بسنة أو أقل.
6. قاد قبيلة حرب في معركة الرقعي في عام 1348هـ.
7. شارك في (هجاد القريات) ومعه أبناءه ضيف الله وبجاد وكبار قبيلة مزينة وذلك حوالي 1349 هـ.

وغيرها الكثير من المعارك التي خاضها في سبيل نشر الدعوة وتأسيس هذه الدولة المملكة العربية السعودية.

## استقراره بالفوارة
في عام 1344 هـ أرسل الشيخ عبد الله بن بليهد إلى حجاب بن نحيت يطلبه فيها أن ينزل الفوارة ويهجر حياة البادية فطلبها حجاب من الملك عبد العزيز فوهبها له ثم نزل حجاب بن نحيت على ابن بليهد في الفوارة.
وبعدما نزل حجاب ومن معه من جماعته من مزينة في الفوارة اتخذوها هجرةً لهم وقاموا ببناء مسجد في عام 1345 هـ وهو من أول الأعمال التي قاموا بها، واستقر أهل الفوارة فيها بعدما استتب الأمن في سائر أرجاء هذا الوطن وإدبار أيام السلب والنهب والثأر.

## وفاته
توفي الشيخ حجاب بن محسن بن نحيت في ذو الحجة من عام 1353 هـ.